# Alfredo Brown
Alfredo Brown (1 december 1886 – 30 augustus 1958) was een Argentijnse voetballer van Schotse afkomst. 
Brown speelde voor Alumni Athletic en behaalde meerdere titels met deze club. In 1904 werd hij topschutter. Hij speelde ook negen keer voor het nationale elftal. 
Alfredo had nog vier broers (Carlos, Ernesto, Jorge en Eliseo) en een neef (Juan Domingo), die allen ook bij Alumni en het nationale elftal speelden. Verder had hij ook nog twee voetballende broers, Diego en Tomás, die echter geen international werden. 